# Wilhelm Kinghorst
Wilhelm Kinghorst (* 31. Dezember 1877 in Diepholz; † 10. März 1947) war Schulleiter, Heimatforscher und Buchautor, der in Diepholz (Landkreis Diepholz, Niedersachsen) gelebt und gearbeitet hat.

## Wirken
Wilhelm Kinghorst wurde in Diepholz als Sohn des Lohgerbermeisters Carl Friedrich Wilhelm Kinghorst geboren. Er besuchte von 1888 bis 1892 die gehobene Abteilung der Volksschule, ab 1893 die Diepholzer Präparande und 1895 das Lehrerseminar in Verden. Nach der Abschlussprüfung (Ostern 1898) erhielt er eine Anstellung als Volksschullehrer in Salzhausen. Von 1900 bis 1905 war er Hilfslehrer an der Präparande in Diepholz. In Berlin wurde er danach in einem einjährigen Lehrgang zum Seminarlehrer ausgebildet und ab 1906 als Lehrer am Seminar in Bederkesa eingesetzt. In dieser Zeit legte er als Externer die Mittelschul-, Rektor- und Reifeprüfung ab und begann 1909 an der Universität Münster mit dem Studium der Germanistik, Geschichte, Propädeutik und Religion. 1912 wurde er mit dem Thema Die Grafschaft Diepholz zur Zeit ihres Überganges an das Haus Braunschweig-Lüneburg zum Dr. phil. promoviert.
Nach Abschluss seines Studiums war Kinghorst Prorektor an den Seminaren Herford und Lüdenscheid, ab 1923 Seminardirektor in Hamm. Wenig später wurden die Seminare in Westafeln aufgelöst und Kinghorst mit der Abwicklung beauftragt. Ab 1927 leitete er als Oberstudiendirektor die Aufbauschule in Petershagen und ab April 1931 die Graf-Friedrich-Schule in Diepholz als Nachfolger von Gründer Otto Heinze. Der Amtswechsel zeitigte eine klare Abwendung von der bisherigen reformpädagogischen Ausrichtung der in der Weimarer Republik entstandenen Schule.
Kinghorsts erste Zeit als Studiendirektor an der Graf-Friedrich-Schule war geprägt von der Wirtschaftskrise sowie dem Weg in das Dritte Reich. Kinghorst war selbst nicht Mitglied der NSDAP, ´distanzierte sich jedoch auch nicht deutlich. Als preußischer Beamter nahm er zu Beginn der Zeit des Nationalsozialismus 1933 die Gleichschaltung der Schule wie auch den Abgang der jüdischen Schüler ohne sonderliche Gegenwehr hin.
1942 trat der mittlerweile kranke Wilhelm Kinghorst in den Ruhestand. Die Behauptung des späteren Schulleiters Max Dehnen (1946–1951) in einem Schreiben nach Hannover, das NS-Regime habe Kinghorst zu einem frühzeitigen Rücktritt gezwungen, ist kritisch zu hinterfragen und nicht belegbar.
Kinghorst engagierte sich als Heimatforscher, in teils auch nationalsozialistisch geprägten Kreisen, und als Buchautor. Zahlreiche Beiträge von ihm erschienen in den Heimatblättern des Kreises Diepholz. 1924 gehörte er zu den Mitgründern des Heimatvereins, dessen Vorsitz er auch übernahm.

## Werke
- Die Grafschaft Diepholz zur Zeit ihres Überganges an das Haus Braunschweig-Lüneburg. Beiträge zur Geschichte der Grafschaft Diepholz im 16. Jh. Unveränderter Nachdruck der Ausgabe von 1912. Günzel KG, Diepholz 1979. 173 S.
- Die Geschichte für Lehrerbildungsanstalten (Erg.-Heft 1 + Erg.-Heft 2) Meyer, Hannover 1916/1917 (Digitalisat Erg.-Heft 1, Digitalisat Erg.-Heft 2)
- Quellen-Lesebuch zur vaterländischen Geschichte (Teil 1-3). Meyer, Hannover 1918 (Digitalisat)
- Der Weltkrieg. Für Lehrerbildungsanstalten und höhere Schulen. C. Meyer, Hannover 1919
- Festbuch für das fünfzigjährige Jubiläum des Kriegervereins Diepholz am 14. Oktober 1923. 1923
- Die Verfassung des Fleckens Diepholz in ihrer geschichtlichen Entwicklung. Diepholz 1925
- Aus den Anfängen des Diepholzer Schützenfestes. Diepholz 1928
- Vom Lreigau zum Kreise Diepholz. Diepholz 1929
- (Textliche Einführung): Der Kreis Diepholz. (Kreisbilderbuch). Photogr. Aufnahmen: Oskar Petersen, Diepholz 1930
- Die kirchlichen Verhältnisse in der Grafschaft Diepholz im Jahrhundert der Reformation. Schrödersche Buchdruckerei, Diepholz 1917. 38 S.

## Ehrungen / Auszeichnungen
- In Diepholz gibt es die Dr.-Wilhelm-Kinghorst-Straße (seit 1953)
- Die Förderschule trägt seit 1974 den Namen „Dr.-Wilhelm-Kinghorst-Schule“.[3]